# ヴァルダイ・クラブ

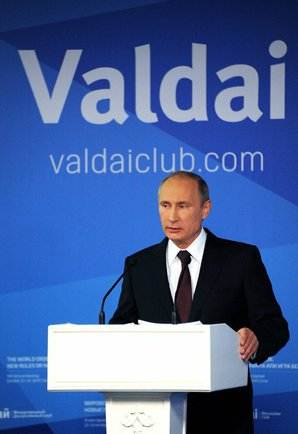
ヴァルダイ・クラブのスピーチをするウラジーミル・プーチン大統領（2014年）

ヴァルダイ国際討論クラブ（ロシア語: Международный дискуссионный клуб «Валдай»、英語: Valdai Discussion Club）は、専門家の分析センターで、2004年にロシアの大ノヴゴロドで設立された。同クラブの名称は最初の会議が行われた場所を讃える形で名付けられており、最初の会議がヴァルダイ丘陵のヴァルダイ湖の近くで開催されたことにちなむ。
ヴァルダイ・クラブの主な目的は、国際的な知的プラットフォームとして、専門家、政治家、公人やジャーナリストなどの間で開かれた意見交換を促進することであり、国際関係、政治、経済、安全保障、エネルギーあるいは他の分野における現在の地球規模の問題について先入観のない議論を行うことで、21世紀の世界秩序における主要な趨勢や推移を予測している。
長年にわたって、同クラブの会議には、世界62ヶ国から成る国際科学コミュニティーから900人以上の代表が出席している。この数字には、世界最大のシンクタンクや大学、すなわちハーバード大学、コロンビア大学、ジョージタウン大学、スタンフォード大学、カールトン大学、ロンドン大学、カイロ大学、テヘラン大学、華東師範大学、東京大学、テルアビブ大学、メッシーナ大学の教授が含まれており、また、他にジョンズ・ホプキンス大学、ロンドン・スクール・オブ・エコノミクス、キングス・カレッジ・ロンドン、パリ政治学院とソルボンヌの教授も含まれている。同クラブの特別セッションが、サンクトペテルブルク国際経済フォーラム（SPIEF）および東方経済フォーラム（EEF）で開催される。

## 各年の会議内容要旨

### 2016年
2016年10月27日、例年の通りプーチン大統領の演説が行われた。今回の会議でプーチン大統領が挙げた国際社会の課題は、大きく分けて「アメリカ合衆国」と「反テロリズム」という二点に集約される。まず最初にプーチン大統領が指摘したのは、アメリカが名指しでロシアを脅威と見なしているが、実際に大量生産されている脅威とは、唯一の超大国（アメリカ）の国益に従って北大西洋条約機構（NATO）が膨脹し、ロシアとの国境にNATOのインフラや特殊部隊、最新の軍事技術などが押し寄せている現実である、といった主旨の内容である。このNATOの膨脹という現実を踏まえた上で、つまるところ西側諸国が喧伝するロシアの脅威とは自国の市民の注意を外国に逸らすための「神話」であるに過ぎない、とプーチン大統領は言下に切り捨てた。その上で、ソ連邦の崩壊後、アメリカが他国に重要な意思決定をさせないよう世界で振る舞い始めた事実について言及した。そこで具体的な善後策として、国際連合という、アメリカが他国と対等の立場で（少なくともロシアを含む常任理事国とは完全に対等の立場で）利害調整をしなければならない機構を積極的に活かし、国際社会への挑戦や脅威に対しては各国の主権を維持しつつ団結する必要がある旨を強調した。加えて、現今（2016年10月の会議開催時点）のシリアでは未だに対テロリズムの統一戦線が形成されていない状況も指摘した。
また、演説後の質疑応答では、日本人出席者より、今後2～4年で日露間に平和条約が締結されることは可能か、との質問があった。この期限つきの問いに対してプーチン大統領は、日露間の平和条約締結について期限を設けることは不可能であり、それどころか有害ですらあり得ると回答し、交渉に40年もの時間をかけた中国との国境画定問題について触れ、現時点（2016年10月の会議開催時点）での日露関係は未だ露中関係の水準に達していない事実を指摘した。しかし、プーチン大統領は「いつそれが達成されるか、どうやって達成されるか、そもそも達成されるのか、今私には答えられない。」と留保しつつも、日露関係の発展を望み、また努めている意向を表明した。

### 2017年
2017年10月19日、ソチにて開催された会議でプーチン大統領が演説をした。本会議におけるプーチン大統領の演説の内容は昨年と類似しており、北朝鮮やシリアなどの独裁政権を含む主権国家の尊重、および国連安全保障理事会という枠組みを利用した対話の推進という二点が基調となっている。

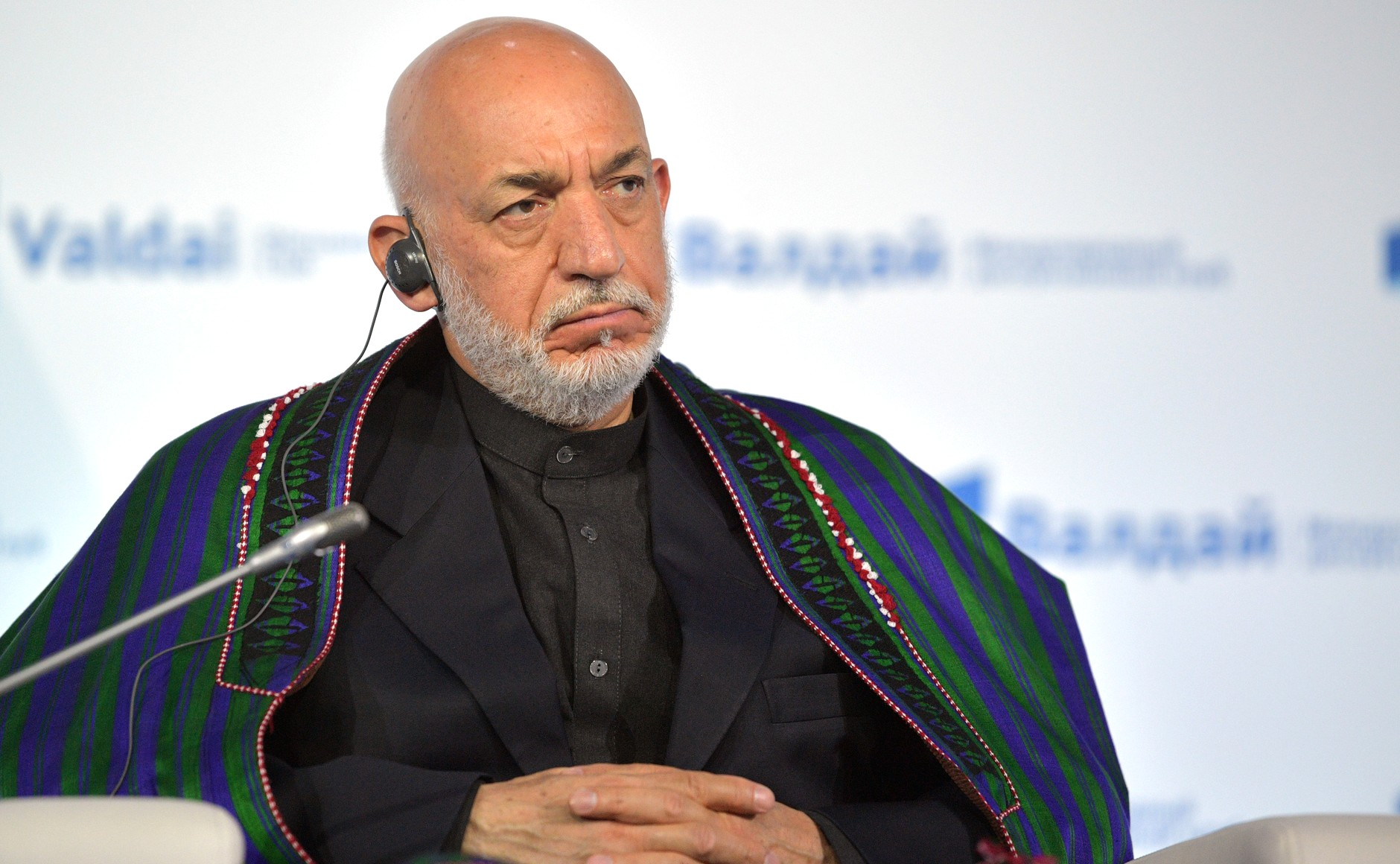
ハーミド・カルザイ元アフガニスタン大統領（2017年）

演説の冒頭にプーチン大統領は国家間の関係が険悪になっている国際情勢について触れ、その具体例としてまず中東を挙げた。テロリストが跳梁跋扈する中東において一部の国がテロリストに対抗するのではなく「ストライキ」まがいの対応に終始している事実を指摘し、そういった「破壊的な政策」の代替策として、ロシアには国際法に準拠しながらシリアの正統な政権（アサド政権）および地域内の他国と協同してテロリストと対決している経験について述べた。次にプーチン大統領は極東情勢へと話題を移して、ロシアが他の諸国と同様に北朝鮮の実施した一連の核実験を批難していること、そして国連安保理における全ての決議に則って行動していることを改めて強調した。その一方で、北朝鮮の核武装問題は（軍事力の行使ではなく）対話で解決しなければならず、北朝鮮政府に対して無礼な態度を取ってはならないとの見解を示した。中東情勢と極東情勢に続いて、プーチン大統領はカタルーニャの独立問題で揺れるスペイン情勢を話題に挙げた。カタルーニャ問題はスペインの憲法に従って解決するべきだと断言した上で、かつてセルビアの主権を尊重せずに一方的な住民投票で離脱したコソボを独立国として承認したヨーロッパを揶揄しながら、同じく住民投票に基いて実行されたクリミアのウクライナからの離脱およびロシアへの合併を承認しない姿勢をダブルスタンダードだと批難することも忘れなかった。

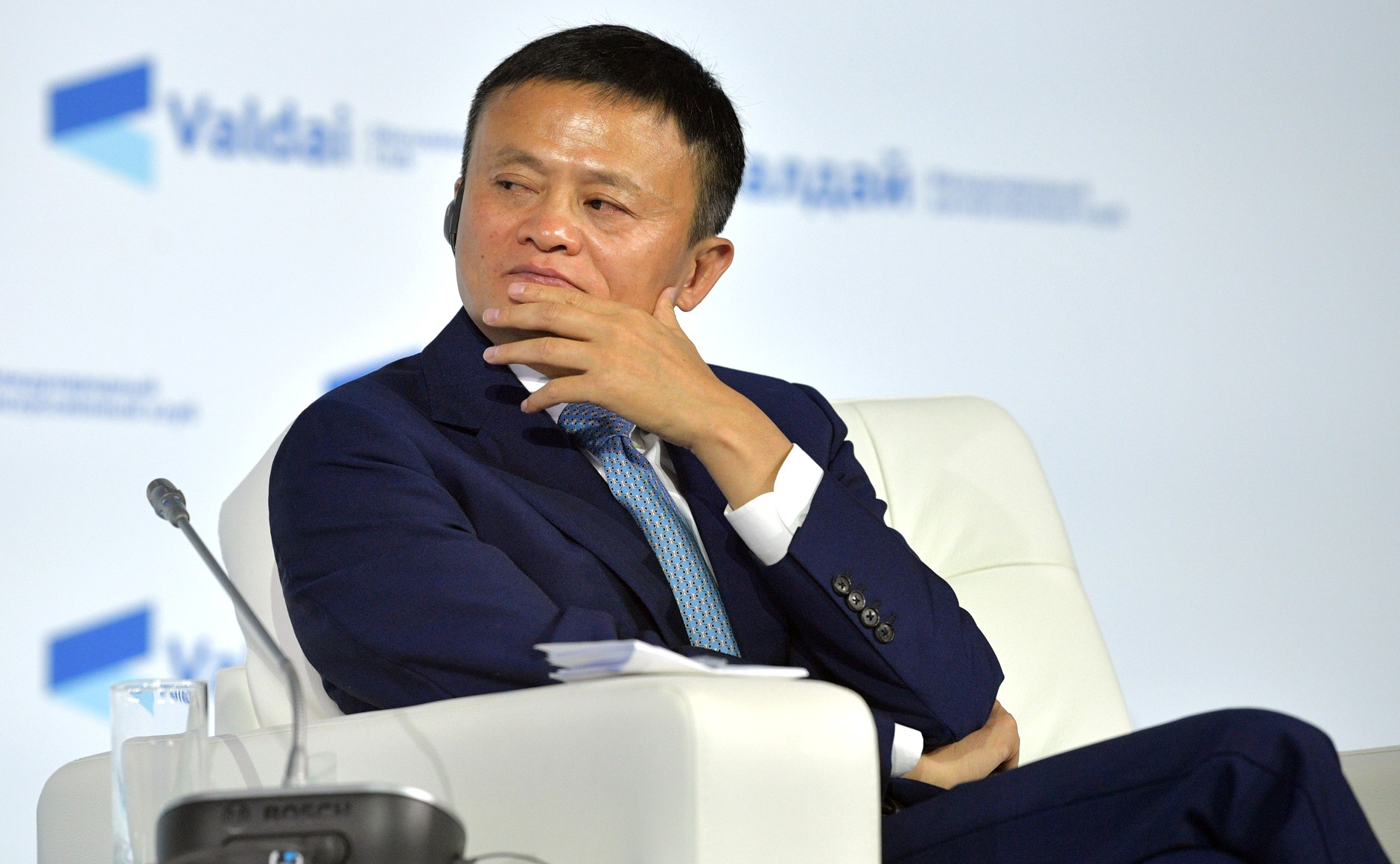
アリババグループ（アリババ）の創業者ジャック・マー（2017年）

昨年と同様プーチン大統領は、冷戦の勝利者として振る舞った西側諸国がロシアの主権を尊重せずにNATOを東方拡大してきた事実を改めて指摘した。そして今年（2017年）米国議会が採択した対露制裁強化法案は、欧州のエネルギー市場からロシアを追い出すことを露骨に狙っていると批難した。西側諸国の恣意的な行動は対露関係だけに限定されるものではなく、国連安保理を経ずに行使した軍事力が生んだ悲劇として、プーチン大統領はユーゴスラビア紛争に対するNATOの介入と米英ら有志連合が主導したイラク戦争を挙げた。このように惨めな失敗に終わった国際紛争の歴史を踏まえた上で、プーチン大統領は国連に取って代わるべきものは存在せず、各国の主権を尊重しながら国連安保理を通して利害を調整すべきだとの持論を改めて強調した。
2017年の会議では元首級の人物としてアフガニスタンの元大統領ハーミド・カルザイが招かれており、プーチン大統領に続いて演説を行った。現今（2017年10月の会議開催時点）のアフガニスタンにおいて過激主義が依然として根絶していない状況を認めた上で、その解決のため、アフガニスタンに軍隊を駐留させているアメリカや他のNATO諸国がロシアや中国、インドなどの地域諸国とも積極的に協調して欲しいとの願望を述べた。また安全保障問題に加えて、ビジネス面でもロシアの企業や投資家のアフガニスタン進出が望まれていることについて触れた。
また、アリババグループ（アリババ）の創業者ジャック・マーも本会議に招かれて発言している。